# Cerdeda
Cerdeda (llamada oficialmente Santa Mariña de Cerdeda) es una parroquia española del municipio de Taboada, en la provincia de Lugo, Galicia.

## Otras denominaciones
La parroquia también es conocida por el nombre de Santa María de Cerdeda.

## Organización territorial
La parroquia está formada por diez entidades de población, constando seis de ellas en el nomenclátor del Instituto Nacional de Estadística español:
- Abelairas
- Airexe
- Barreiro
- Cal de Mourelle
- Carboeiro
- Gaiola (A Gaiola)
- Maxal
- Pena (As Penas)
- Penso (O Penso)
- Tabernas (As Tabernas)

## Demografía
| Gráfica de evolución demográfica de Cerdeda entre 2000 y 2021 |
|                                                               |
| Datos según el nomenclátor publicado por el INE.              |